# Nicolas Braque
 (mars 2012).
Si vous disposez d'ouvrages ou d'articles de référence ou si vous connaissez des sites web de qualité traitant du thème abordé ici, merci de compléter l'article en donnant les références utiles à sa vérifiabilité et en les liant à la section « Notes et références ».
Pour les articles homonymes, voir Braque.
Nicolas Braque (vers 1320-13 août 1388),, est grand argentier des rois de France Jean le Bon et Charles V. Fils puîné d'Arnoul Ier Braque (anobli en août 1339 par Philippe VI ; † vers 1354), il est un homme politique de premier plan au service de la royauté, quand l'État monarchique, administratif et fiscal, cherche sa voie dans le contexte difficile de la guerre de Cent Ans et de la naissance d'une nouvelle dynastie, il sert les rois Valois de Philippe VI à Charles VI.
Il est notamment un homme de confiance du dauphin, duc de Normandie puis roi Charles V, chevalier, diplomate, Trésorier de Normandie en 1348, conseiller-chambellan, maître de l'Hôtel du roi, maître des requêtes et du grand et secret Conseil du roi, maître à la Chambre des comptes, Trésorier de France en 1351, capitaine-gouverneur de Moret, Montargis, Vincennes, Vernonet, ambassadeur plénipotentiaire.

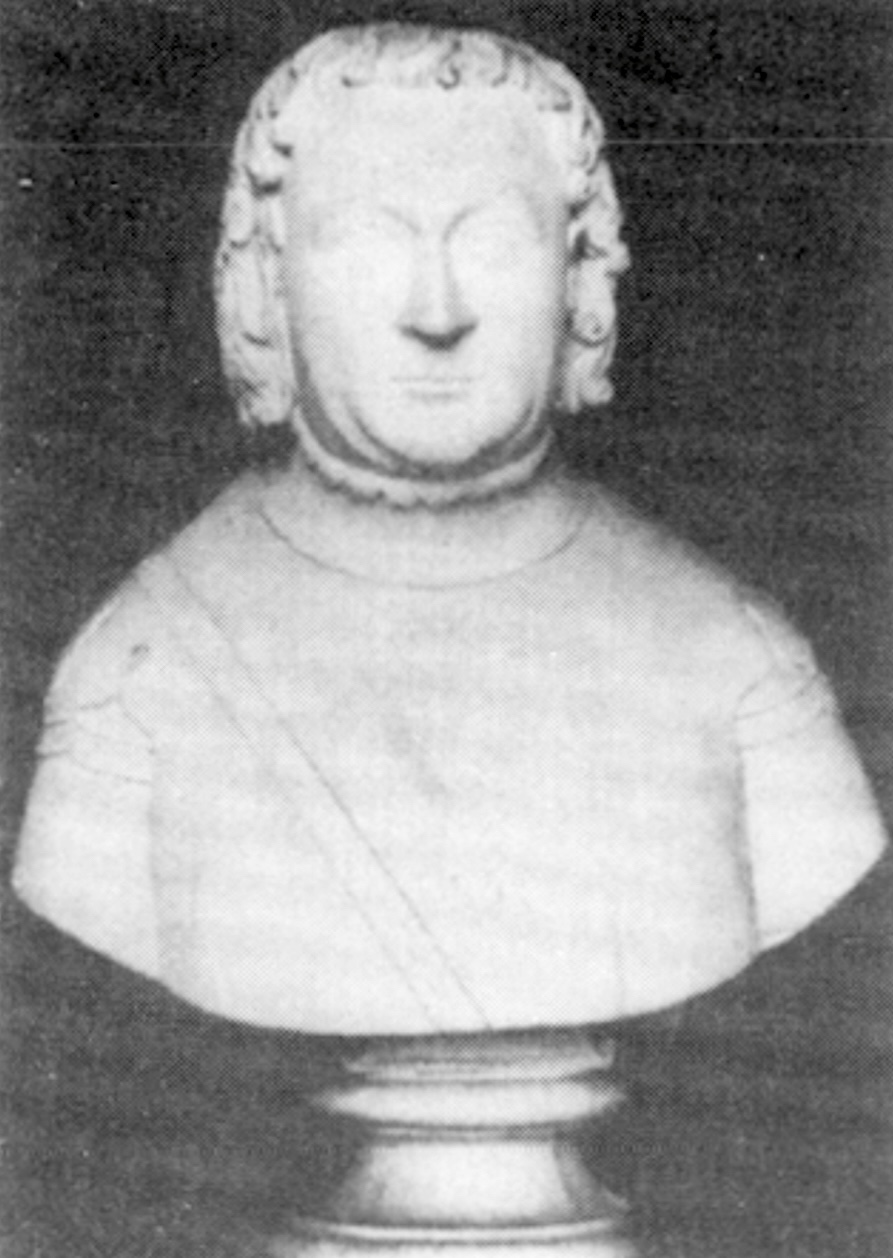
Moulage du gisant de Nicolas Braque réalisée en 1839.

Participant à la bataille de Poitiers (septembre 1356), il est pris par les Anglais et partage le début de la captivité du roi Jean le Bon, mais est vite libéré (1357). Il connut cependant une disgrâce, les Etats d'octobre 1356 et de janvier 1357 (Robert Le Coq) exigeant du dauphin Charles sa révocation comme celle d'autres conseillers royaux (La Forêt, Bucy, Lorris, d'Orgemont...), alors qu'il était encore prisonnier. Il fut accusé de malversation et sérieusement inquiété (janvier 1358), la révolte des Jacques et l'insurrection parisienne conduite par Marcel (1358) n'arrangeant pas sa situation. Elle se rétablit cependant aux Etats de mai 1359 par la volonté du dauphin, puis par des lettres de rémission de juin 1361 : il retrouva alors ses biens et fonctions.

## Famille
Il épousa 1° Jeanne du Tremblay († 1352 ; mère de ses enfants), puis 2° sans postérité Jeanne Le Bouteiller de Senlis, dame de Luzarches en partie, veuve de Guillaume de Courcy, seigneur de Courcy-aux-Loges et Courcelles-le-Roi.
Il eut de sa 1re femme :
- Jean Braque, † ap. 1407, seigneur de Châtillon-sur-Loing, St-Maurice-sur-Lavron/Laveron, Aillant, Chevillon, Dammarie-en-Puisaye, Courcelles-le-Roi, maître d'Hôtel et chambellan du roi, maître des Eaux-et-Forêts de Langue d'Oïl, x Jeanne de Courcy (issue du 1er mariage de sa belle-mère Jeanne Le Bouteiller), d'où :
  - Blanchet Braque, conseiller-chambellan, maître d'Hôtel du roi, bailli de Sens et d'Auxerre, général des Finances des Langues d'Oïl et d'Oc, héritier des seigneuries paternelles, x Jeanne/Marie, fille de Gaucher VIII (ou VI) de Châtillon et d'Allemande Flote de Revel, dont :
    - Jeanne Braque, † vers 1469, dame desdites seigneuries, x 1° 1405 Pierre III de Courtenay-Champignelles-St-Brisson (1377-1411) : d'où Jean IV de Courtenay (1410-1472), sans postérité légitime de ses deux mariages, et 2° 1413 Jean II Lourdin de Saligny de Randan de La Motte-St-Jean : d'où Catherine Lourdin qui transmet Saligny, La Motte-St-Jean, Châtillon-sur-Loing et les autres fiefs à son époux Guillaume II de Coligny-le-Vieux-Andelot : dans leur descendance on trouve l'amiral de Coligny et, par sa fille Louise, quatrième épouse du Taciturne, de nombreux souverains européens
- Robert Braque, sire de Boissy-en-Multien, terre qu'il vend en 1392 à Jean de Trie. Postérité éteinte avec ses deux fils Nicolas et Pierre Braque, † vers la fin du XIVe siècle
- autre Jean Braque, † 1375, devenu évêque de Troyes en 1370
- Marie Braque, dame de Beaubourg et Clotomont, x Pierre de Villebéon : Postérité
- Jeanne Braque, dame de Soisy/Choisy-aux-Loges, Luzarches, Ouzouer et Ozouer, x 1° vers 1350 Jean de L'Hospital, alias Jean de Galluccio, et 2° Philippe de Beaumont-Méru, Jouy et Luzarches : Postérité des deux unions (le maréchal-duc de Vitry est dans la descendance du 1°).

## Possessions

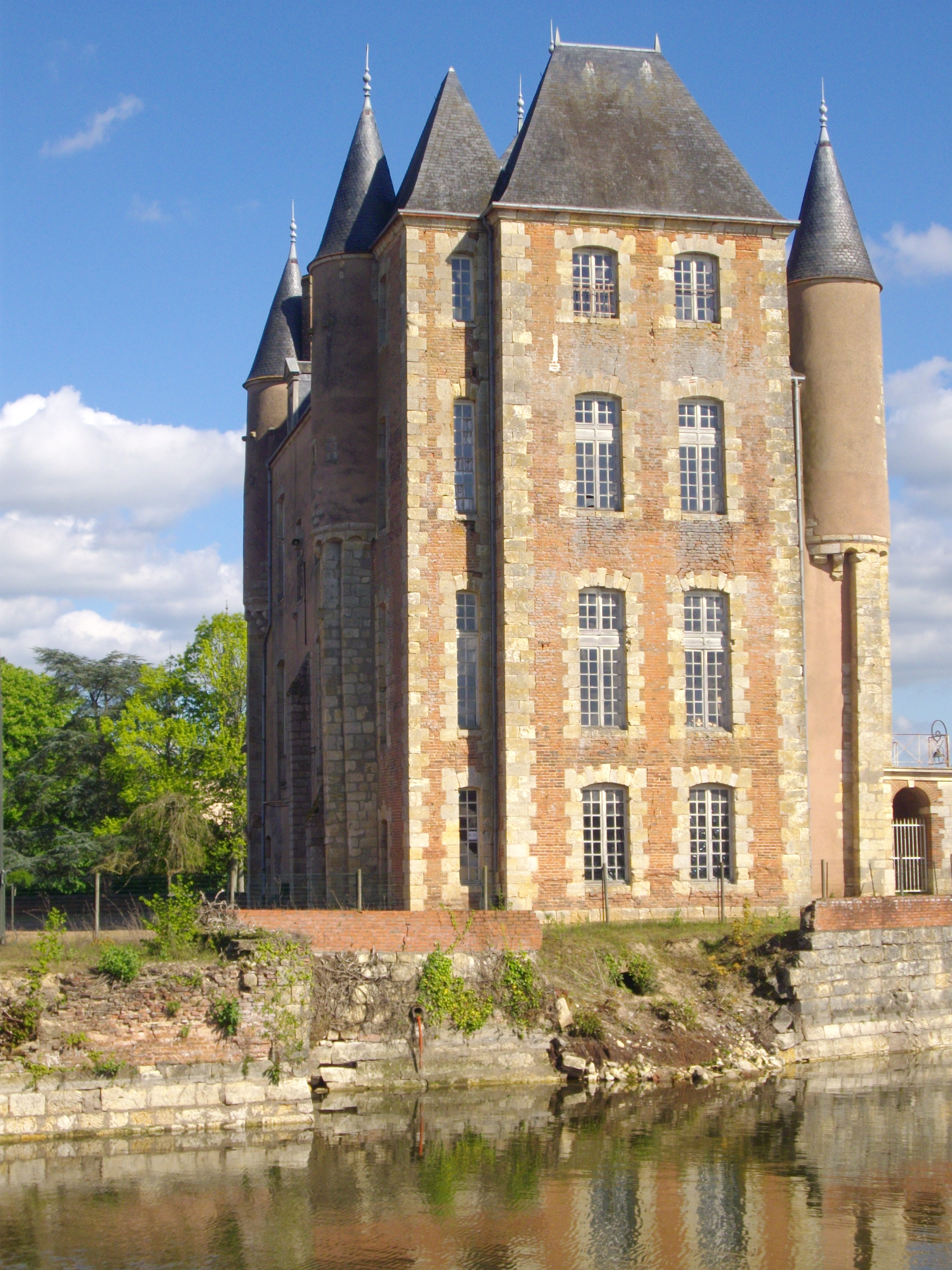
Château de Bellegarde (Soisy-aux-Loges) dont Nicolas Braque fit construire le donjon en 1376.

Il accumule les fiefs, venus de son père, de la faveur royale, d'achats ou de ses deux mariages : en Gâtinais, il est seigneur de Châtillon-sur-Loing, Saint-Maurice, Choisy/Soisy-aux-Loges et Ouzouer, Aillant, Courcelles-le-Roi, Dannemarie-en-Puisaye, Luys au diocèse d'Orléans ; en Brie et alentour, il a Ouzouër-Les-Vougis et Croquetaine-en-Brie, Croissy-en-Brie, Beaubourg et Clotomont, Nogent (Nogent-sur-Seine comme il est souvent dit ? ou plutôt Nogent-le-Petit/Nogent-sur-Avon), Saint-Mars en Dammartin, Boissy sur Troisne/en Multien ; en Ile-de-France, il a des droits sur : au nord, Luzarches, Margency, Piscop, (Le) Luat (en fait à son frère aîné Amauri Braque, conseiller du roi et maître des Comptes, aussi seigneur de Stains et Sarcelles ; leur frère Jean Braque avait quant à lui Bois-Guillaume ; Amauri et Jean firent souche), et au sud, des anciens comtés de Corbeil et de Melun jusqu'au contact avec la Brie et le Gâtinais : Château-Freyé, Souvigny/Sauvigny (serait-ce Savigny, Savigny, Savigny ?), Mouligny/Moulignon/Montignon (à Saint-Fargeau ? ou les Montignons à Vitry-aux-Loges ?), Cramoyau.

## Héraldique
Son blason porte « d'azur à la gerbe d'or bordure d'or cannelé ».